# Chaetomitrium dusenii
Chaetomitrium dusenii là một loài Rêu trong họ Hookeriaceae. Loài này được Müll. Hal. ex Broth. mô tả khoa học đầu tiên năm 1897.